# Ripiceni
Ripiceni – wieś w Rumunii, w okręgu Botoszany, w gminie Ripiceni. W 2011 roku liczyła 1917 mieszkańców.